# Titaea columbiana
Titaea columbiana är en fjärilsart som beskrevs av Max Wilhelm Karl Draudt 1930. Titaea columbiana ingår i släktet Titaea och familjen påfågelsspinnare. Inga underarter finns listade i Catalogue of Life.